# Pottia gemmifera
Pottia gemmifera är en bladmossart som beskrevs av Herrnstadt och Chaia Clara Heyn 1999. Pottia gemmifera ingår i släktet Pottia och familjen Pottiaceae. Inga underarter finns listade i Catalogue of Life.